# 愛與生活
《愛與生活》是香港搖滾樂隊Beyond發行的第六張國語專輯，《愛與生活》Beyond第一次與黃舒駿合作的唱片。
除了收錄6首來自粵語大碟《Sound》的國語版，獨佔收錄了4首全新的國語創作歌曲，是Beyond第一次先有國語的歌曲；後來僅僅只有《活得精彩》這一首有錄製成粵語版本，並收錄在1996年的《Beyond得精彩》EP裡。
《活著便精采》是Beyond首次先有國語，再有粵語的一首歌曲。其餘三首《Love》 , 《唯一》, 《夢》，到Beyond解散後，都沒有出現過其他語言版本。
Beyond先前不擅長填寫國語歌詞，這張專輯裡Beyond填寫國語歌詞佔了70%。
Beyond來台灣與陳昇領軍的新寶島康樂隊一同參加《土洋大戰北、中、南巡迴演唱會》。

## 曲目
1. 一廂情願
2. 糊塗的人
3. 唯一
4. 聲音
5. Love
6. 最後的答案
7. 活得精彩
8. Cryin'
9. 夢
10. 荒謬世界